# نهر سانت ماركس
نهر سانت ماركس هو نهر في منطقة بيج بيند في فلوريدا. صنفت من قبل وزارة حماية البيئة بفلوريدا على أنها مياه فلوريدا المتميزة، وهي النهر في أقصى شرق منطقة إدارة المياه في شمال غرب فلوريدا.
يبدأ نهر سانت ماركس في شرق مقاطعة ليون بولاية فلوريدا ويتدفق 36 ميل (58 كـم) عبر مقاطعتي ليون وواكولا إلى خليج أبالاتشي أحد أذرع خليج المكسيك. لديها حوض تصريف مساحته 1,150 ميل مربع (3,000 كـم2) في الحجم. لها رافد واحد مهم نهر واكولا.
على بعد أميال قليلة جنوب منبعه يمر سانت مارك تحت جسر طبيعي ثم يختفي تحت الأرض ليصبح نهرًا تحت الأرض لنحو نصف ميل. ينبثق النهر عند ارتفاع نهر سانت ماركس وهو نبع ذو قوته الأولى مع تصريف 433 قدم مكعب / ثانية، ليمر فوق امتداد من الصخور ويشكل منحدرات.